# Gabriel Garcia Xatart
Gabriel Garcia Xatart (San Fructuoso de Bages, Manresa, provincia de Barcelona, España, 1 de junio de 1988), más conocido como Gabri es un entrenador de fútbol español que actualmente es el entrenador del Atlántico Fútbol Club de la Liga Dominicana de Fútbol, la primera división de República Dominicana.

## Trayectoria
Gabri comenzaría su trayectoria como entrenador en el fútbol base del FC Fruitosenc, UE Cornellà y CE Manresa. Desde 2012 a 2015 dirigiría al FC Fruitosenc de la Territorial catalana del que también sería jugador.
En la temporada 2015-16 se marcha a Estonia para trabajar en el FC Levadia Tallinn, en el club estonio dirigiría al sub-17, además de trabajar con el entrenador del equipo filial Argo Arbeiter.
En las siguientes temporadas, se convierte en segundo entrenador del FC Flora Tallin y del Paide Linnameeskond de la Premium Liiga, ambos de la primera división de Estonia.
En agosto de 2017, firma como segundo entrenador del CE Europa del Grupo V de la Tercera División de España, al que estaría hasta octubre de 2017.
En 2018 se marcha a Finlandia para ser primer entrenador del Ekenäs IF de la Segunda División de Finlandia, durante dos temporadas y al que dirige durante 50 partidos.
En julio de 2019, firma por el PEPO Lappeenranta de la Segunda División de Finlandia, al que dirigiría durante 9 partidos.
El 23 de marzo de 2021, es llamado por el técnico estonio Argo Arbeiter y firma como segundo entrenador del FC KTP de la Veikkausliiga, la primera división de Finlandia. Dónde también ejercería como primer entrenador.
En febrero de 2022 firma por TPS Turku a Finlandia para ser el segundo entrenador del equipo dirigido por Jonatan Johansson Segunda División de Finlandia.
En enero de 2023 vuelve a Ekenäs para empezar su segunda etapa en el club Ekenäs IF como primer entrenador Segunda División de Finlandia. Dónde se proclamaría campeón de liga y ascendería el equipo a la máxima categoría del país. Primera División de Finlandia
Renovó su contrato para la siguiente temporada. 
Actualmente es el entrenador del Ekenäs IF que disputará la Veikkausliiga 2024.

## Clubes

### Como entrenador
| Club                                 | País                 | Año       |
| ------------------------------------ | -------------------- | --------- |
| FC Fruitosenc                        | España               | 2012-2015 |
| FC Levadia II Tallinn                | Estonia              | 2015      |
| FC Flora Tallin (2.º entrenador)     | Estonia              | 2016      |
| Paide Linnameeskond (2.º entrenador) | Estonia              | 2017      |
| CE Europa (2.º entrenador)           | España               | 2017      |
| Ekenäs IF                            | Finlandia            | 2018-2019 |
| PEPO Lappeenranta                    | Finlandia            | 2020      |
| FC KTP (2.º entrenador)              | Finlandia            | 2021      |
| TPS Turku (2.º entrenador)           | Finlandia            | 2022      |
| Ekenäs IF                            | Finlandia            | 2023-2024 |
| Atlántico Fútbol Club                | República Dominicana | 2025-Act. |